# Sinea anacantha
Sinea anacantha är en insektsart som beskrevs av Hussey 1953. Sinea anacantha ingår i släktet Sinea och familjen rovskinnbaggar. Inga underarter finns listade i Catalogue of Life.